# Mémorial du génocide de Mutete
Le mémorial du génocide de Mutete est un site commémoratif situé à Mutete, dans le district de Gicumbi, au nord de Kigali, au Rwanda. Il honore la mémoire des victimes du Génocide de 1994 perpétré contre les Tutsi au Rwanda et sert de lieu d’inhumation, de recueillement et d’éducation. En avril 2024, les restes de 1 095 victimes y ont été réinhumés lors d’une cérémonie officielle,.

## Emplacement

### Localisation
Le mémorial se trouve dans le secteur de Mutete, district de Gicumbi, province du Nord. Des victimes tuées à la colline de Zoko (Gicumbi) y ont été inhumées,,.

### Contexte
| \| 150 km1:3 445 000 \| Kibuye Gisenyi Bisesero Ntarama Kigali Nyamata Murambi Rusiga |
| 150 km1:3 445 000                                                                     |

| Mémoriaux du génocide des Tutsis au Rwanda |
| (2018) Année d'inauguration                |

Le site fait partie du réseau des lieux de mémoire dédiés aux victimes du génocide contre les Tutsi, présents dans l’ensemble du pays, dont plusieurs se situent dans la ville de Kigali (par ex. Mémorial du génocide de Kigali à Gisozi).
Quelques sites commémoratifs font partie du patrimoine mondial de l'UNESCO.

## Histoire

Communes du Rwanda en 1994

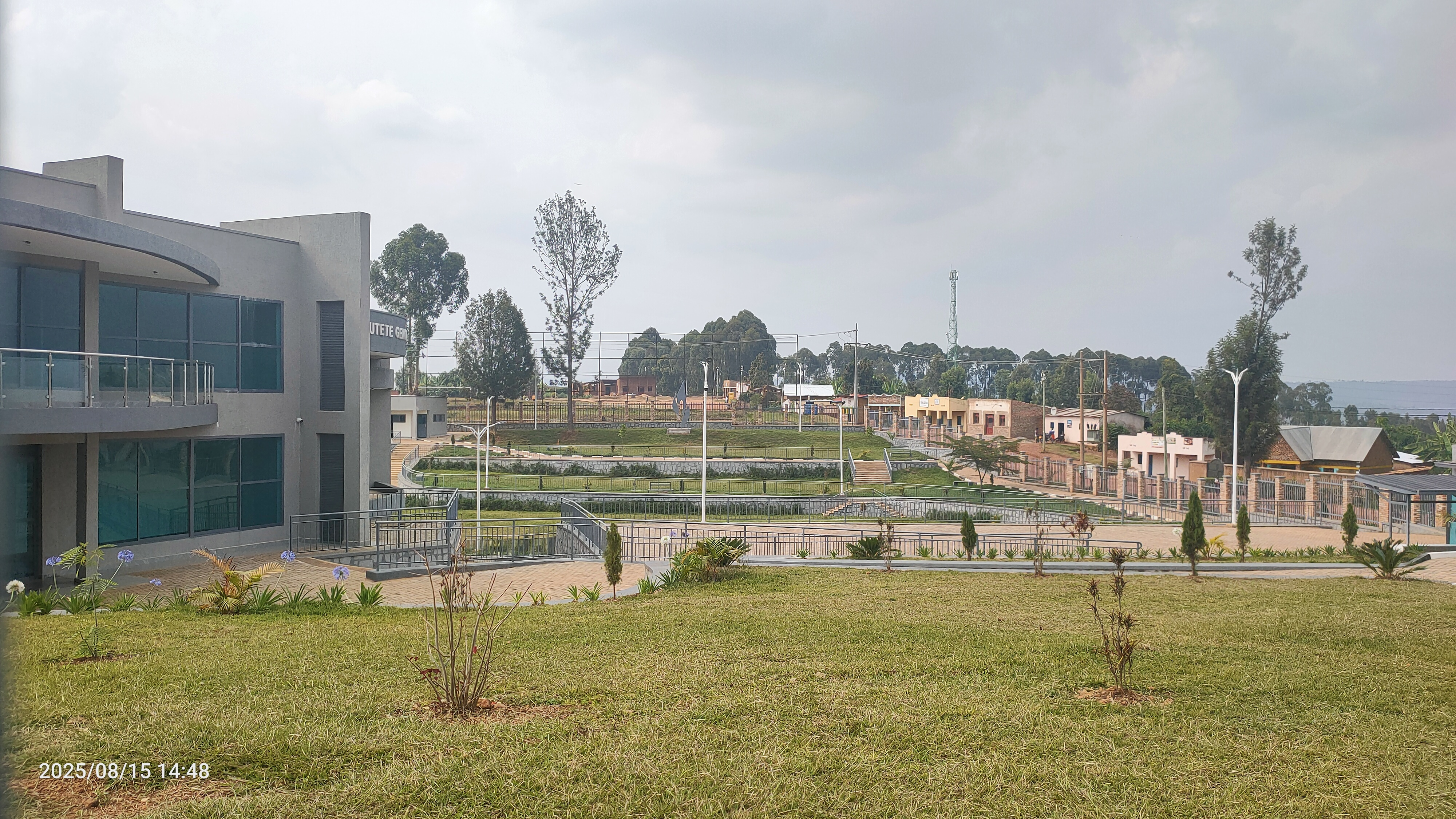
Vue du mémorial; août 2025

Après 1994, Mutete devient un lieu d’inhumation pour les victimes du district de Gicumbi, spécialement celles de la colline de Zoko,,. 
Le site a fait l’objet d’actions de maintenance et de soutien, par exemple avec l’appui d’ONG locales et internationales,. 
En 2016, des survivants alertent sur l’humidité affectant les structures du mémorial et appellent à des travaux de rénovation,,. 
Le 12 avril 2024, lors de la semaine nationale de deuil, 1 095 victimes sont réinhumées au mémorial, en présence des autorités et des communautés de survivants,,,,,. En juin 2025, une commémoration locale précise que 1 096 victimes reposent à Mutete,,.

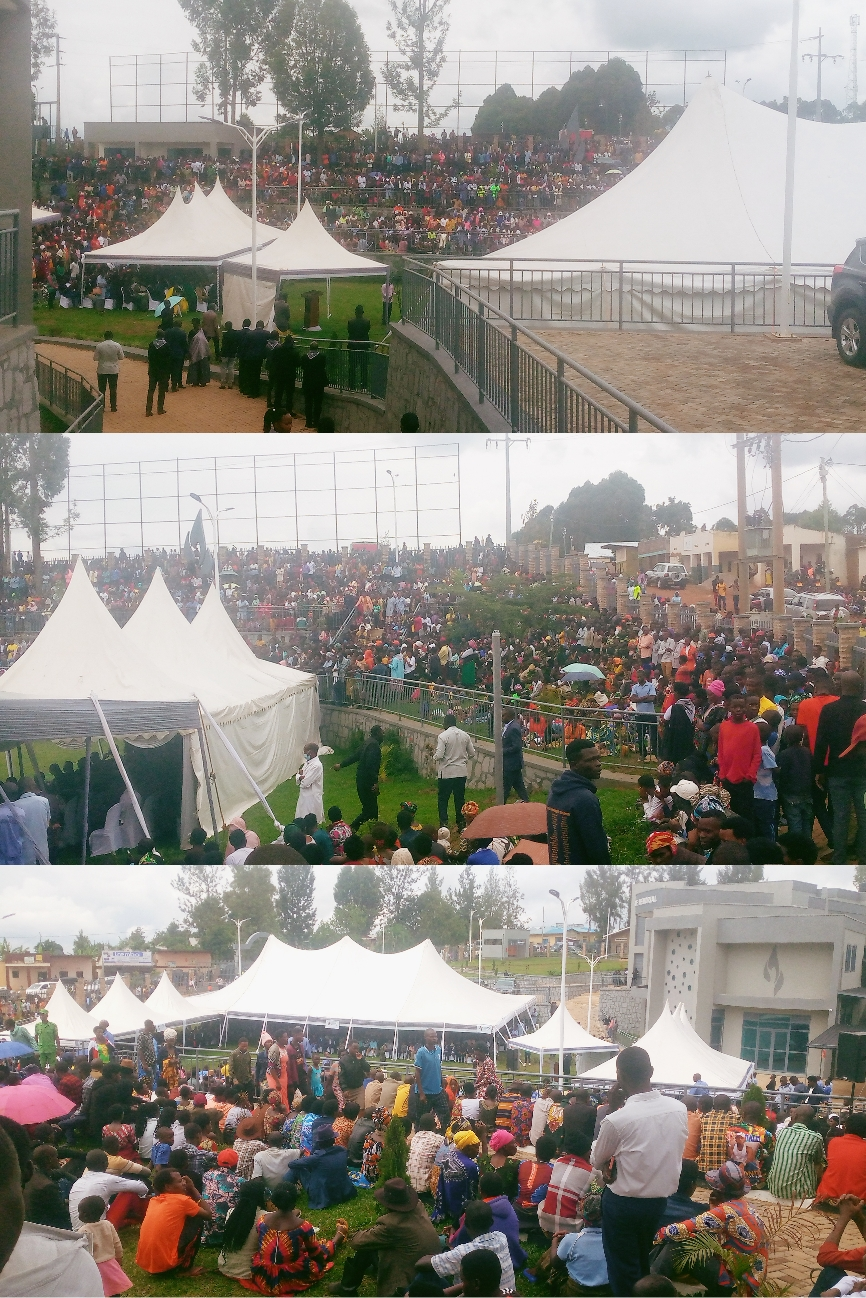
Mémorial

## Particularités
Le mémorial comprend des fosses communes, des stèles commémoratives et une esplanade pour les cérémonies Kwibuka. 
Il accueille régulièrement des activités de mémoire et de sensibilisation portées par les autorités locales et les associations de survivants,.
Le site s’intègre au réseau national des mémoriaux rwandais dédiés aux victimes du génocide, qui offrent un lieu d’inhumation digne et d’apprentissage pour les générations futures. La commémoration annuelle (Kwibuka) comprend notamment l’inhumation des corps retrouvés et l’entretien des sites mémoriels, conformément au cadre légal rwandais.